# Hans Hausmann (Regisseur)
Hans Hausmann (* 2. Oktober 1923 in Basel; † 22. Juni 1997) war ein Schweizer Schauspieler, Regisseur, Übersetzer und Hörspielautor.

## Leben und Wirken
Hausmann studierte an der Universität Basel Germanistik, Kunstgeschichte, Philosophie und Anglistik und absolvierte eine Schauspielausbildung an der Musik-Akademie der Stadt Basel. Von 1942 bis 1944 und von 1946 bis 1950 war er Regieassistent und Schauspieler am Stadttheater Basel, in den Jahren dazwischen am Stadttheater Luzern. Ab 1949 war er als Regisseur, Übersetzer und Hörspielautor beim Radio Studio Basel tätig. Nach einem Studienaufenthalt bei der BBC wurde er 1957 Leiter der Abteilung Unterhaltung bei Radio Studio Basel. Von 1965 bis 1985 leitete er die Abteilung Dramatik beim Schweizer Radio DRS, wo er sich insbesondere der Förderung junger Schweizer Autoren und dem Mundartspiel widmete.
Erfolgreich wurde Hausmann mit Hörspielen und Hörspielserien wie Verzell Du das em Fährimaa und Spalebärg 77a; letzteres wurde 1962 mit der Musik von Hans Moeckel auch als Musical am Stadttheater Basel aufgeführt. James Saunders’ Hörspiel Vogelgezwitscher wurde in seiner Regie in der BR Deutschland im Januar 1981 Hörspiel des Monats.

## Filmografie
- 1957: Spalebärg 77A
- 1959: Hinter den sieben Gleisen
- 1962: Der 42. Himmel (Hochdeutsche Fassung: Krach im Standesamt)
- 1972: Nid jetz, Schatz! (Fernsehfilm)

## Hörspiele (Auswahl)
Bearbeitung (Wort)/Regie/Übersetzung/Sprecher:
- 1948: Gotthold Ephraim Lessing: Nathan der Weise (Sprecher) – Bearbeitung und Regie: Werner Hausmann (Hörspielbearbeitung – SRG Zürich)
- 1968: Friedrich Dürrenmatt: Das Unternehmen der Wega (Regie) (Original-Hörspiel – SR DRS)
- 1973: William Shakespeare: König Richard III. (Regie) (Hörspielbearbeitung – SR DRS/ORF/SFB)
- 1974: Friedrich Dürrenmatt: Der Mitmacher (Bearbeitung und Regie) (Hörspielbearbeitung – ORF/SR DRS/BR)
- 1974: Bill Naughton: Das Geheimnis (Übersetzung aus dem Englischen) – Regie: Raoul Wolfgang Schnell (Hörspiel – WDR)
- 1975: Bill Naughton: Alles zu seiner Zeit (Übersetzung aus dem Englischen; Regie) (Hörspielbearbeitung – SDR)
- 1976: John Mortimer: Mr. Lubys Furcht vor dem Himmel (Übersetzung aus dem Englischen; Regie) (Originalhörspiel – SR DRS/WDR)
- 1979: James Saunders: Leib und Seele (Bearbeitung und Regie) (Hörspielbearbeitung – SR DRS/WDR)
- 1980: Michael Davies: Ein Mord kommt selten allein. Kriminalkomödie (Übersetzung aus dem Englischen) – Regie: Otto Düben (Kriminalhörspiel – SDR)
- 1981: Friedrich Dürrenmatt: Das Sterben der Pythia (Bearbeitung und Regie) (Hörspielbearbeitung – SR DRS/ORF/SWF)
- 1981: James Saunders: Treffpunkt Hörspiel: Vogelgezwitscher (Bearbeitung und Regie) (Hörspielbearbeitung – SR DRS/WDR)
  - Auszeichnung: Hörspiel des Monats Januar 1981
- 1981: John Graham: Aus Studio 13: Sextett. Kriminalkomödie (Übersetzung aus dem Englischen) – Regie: Raoul Wolfgang Schnell (Kriminalhörspiel – SDR)
- 1983: James Saunders: Herbst (Regie) (Hörspielbearbeitung – SR DRS/WDR)
- 1984: Friedrich Dürrenmatt: Achterloo (Bearbeitung und Regie) (Hörspielbearbeitung – ORF/WDR/Sr DRS)
- 1984: John Mortimer: Edwin (Übersetzung aus dem Englischen) – Regie: Heinz Wilhelm Schwarz (Originalhörspiel – WDR/SR DRS)
- 1984: James Saunders: Der Fall Flower (Regie) (Originalhörspiel, Kriminalhörspiel – SR DRS/WDR)
- 1984: Adolf Muschg: Why, Arizona (Regie) (Hörspiel – SR DRS/WDR)
- 1986: James Saunders: Menocchio (Regie) (Originalhörspiel – SR DRS/WDR)
- 1987: Wally K. Daly: Mit sanfter Gewalt (Übersetzung aus dem Englischen) – Regie: Heinz Nesselrath (Hörspiel –SWF)